# Oblężenie Temeszwaru (1552)
Oblężenie Temeszwaru trwające od 24 czerwca do 27 lipca 1552 roku oblężenie przez Turków osmańskich. Zamek padł ostatecznie 27.07.1552 roku i na 164 lata trafił pod tureckie panowanie.

## Przesłanki
W wyniku walk o władzę na Węgrzech w latach 1526–1538, kraj rozpada się na dwie części. W jego zachodniej części panował Ferdynand I Habsburg, podczas gdy wschodnia jego część pozostawała we władaniu Jana Zápolyi. Po śmierci Zápolyi w 1540 roku, Ferdynand zrobił wszystko, by zjednoczyć Węgry pod swoim berłem. W 1541 roku obległ Budę, ale bez powodzenia, a śpieszący na pomoc, będącemu jeszcze niemowlęciem Janowi Zygmuntowi Zápolyi, sułtan turecki Sulejman Wspaniały odparł oddziały niemieckie, a potem zajął miasto. Tym samym Buda na prawie 150 lat trafiła pod tureckie władanie.
Zgodnie z rozporządzeniem sułtana, Jan Zygmunt wraz z dworem przenosi się do Gyulafehérváru i tworzy tam częściowo samodzielne, ale będące pod osmańskim „patronatem”, państwo – Księstwo Siedmiogrodu. Jednak w 1550 roku król Ferdynand, wraz z Fráterem Györgyem, zajmuje Siedmiogród, wskutek czego rozwścieczony sułtan Sulejman Wspaniały zaatakował Królestwo Węgierskie.
Turcy posuwali się w dwóch kierunkach. Jedną część armii pod dowództwem Hadima Alego rozpoczęła zajmowanie południowo- i środkowowęgierskich zamków, podczas gdy jej druga część, pod dowództwem drugiego wezyra Kara Ahmeda, za cel wyznaczyła sobie zdobycie twierdz banackich.

## Oblężenie
Armia osmańska już 1551 roku zaatakowała zamek w Temeszwarze, ale bez powodzenia. Dowódca zamku István Losonci odpierał wszystkie ataki i w końcu po dziesięciu dniach Turcy zrezygnowali i odeszli spod murów zamku.
Latem 1552 roku Ahmed Pasza znowu wyruszył na Temeszwar, ale tym razem wziął ze sobą oddziały dowodzone przez bejlerbeja Rumelii Mustafę Sokollu, tak więc liczebność armii, według dawniejszych źródeł, wynosiła 50 tysięcy ludzi. Najwcześniejsze źródła pisały o 100–200–tysięcznej tureckiej armii, co było dużą przesadą i według współczesnych ocen liczebność wynosiła raczej ok. 30 tysięcy. Dla porównania liczebność obrońców zamku wynosiła 1900 osób, z czego 700 najemników.
Turecka armia przybyła pod mury zamku 25 czerwca 1552 roku i 27 czerwca rozpoczęła systematyczny ostrzał zamku. Oblegający zaatakowali uszkodzone mury zamkowe najpierw 3 lipca, a potem 6 lipca, ale zostały one po kolei odparte przez obrońców. W międzyczasie na zlecenie żony Losonciego, Anny Pekry, sędzia segedyński Mihály Tóth zwerbował wśród hajduków oddziały i podjął próbę dostarczenia pomocy, ale jego wojsko zostało 23.07.1552 przez Turków pokonane w bitwie pod Szentándras. Tym samym los Losonciego został przypieczętowany.
Od 20 lipca armia turecka zaczęła się koncentrować na zdobyciu wieży wodnej, zapewniającej połączenie między miastem i zamkiem. Atak przeprowadzony 24 lipca obrońcy byli w stanie odeprzeć, ale ten z 25 lipca już się udał i obrońcy wycofali się do zamku. Z tego powodu Losonci, pod naciskiem najemników, rozpoczął pertraktacje z Ahmedem Paszą, w trakcie których uzgodnił, że załoga będzie mogła swobodnie wymaszerować pod bronią i z całym dobytkiem, że Turcy nie splądrują miasta, a mieszkańcy, którzy zdecydują się zostać, zachowają swoje prawa.
Jednak Turcy urządzili na obrońców zasadzkę, bo gdy tylko opuścili miasto, rzucili się na nich i zmasakrowali. Ranionego Losonciego pasza nakazał ściąć, następnie ściągnąć z głowy skórę, wypchać ją słomą i wysłać sułtanowi. Czaszkę natomiast nabito na pal zatknięty przed murami miasta.

## Konsekwencje
Po tym, gdy Temeszwar trafił w tureckie ręce, sułtan Sulejman Wspaniały utworzył wilajet temeszwarski w skład którego wchodziły sandżaki z siedzibami m.in. w Nagycsanádzie, Gyuli, Lippie i Borosjenő. Temeszwar pozostał w tureckich rękach również po podpisaniu w 1699 roku pokoju karłowickiego. Oddziałom cesarskim udało się go odbić dopiero w czasie wojny austriacko-tureckiej w latach 1716–1718.